# Russisch-Polnischer Krieg 1654–1667
Der Russisch-Polnische Krieg 1654–1667 begann, nachdem das Zarentum Russland infolge des Vertrages von Perejaslaw den Saporoger Kosaken zu Hilfe kam, die im Zuge des Chmelnyzkyj-Aufstands seit sechs Jahren gegen die polnische Oberherrschaft kämpften. Er war ein weiterer Ausbruch der jahrhundertealten Rivalität um die westlichen Gebiete der Rus, die Russland aus historischen, dynastischen, religiösen und kulturellen Gründen als einen fremdbesetzten Teil seines Gebiets betrachtete.

## Kriegsverlauf
Smolensk – Gomel – Mstislawl – Schklow – Schepelewitschi – Dubrowna – Stary Bychow – Witebsk – Ochmatiw – Mogiljow – Vilnius – Lemberg – Horodok – Oserna – Brest
Kiew – Werki – Warwa – Kowno – Medilas – Stary Bychow – Konotop – Chmelnyk – Mohyliw-Podilskyj – Ljachowitschi – Borissow – Polonka – Mogiljow – Lubar – Slobodyschtsche – Basja – Tschudniw – Druja – Kuschliki – Vilnius – Perejaslaw – Kaniw – Buschyn – Perekop
Roslawl – Saltykowa Dewyzja – Hluchiw – Kossulitschi – Pyrohiwka – Drokow – Wizebsk – Schklow –  Stawyschtsche – Medwyn – Bila Zerkwa – Ilūkste – Daugavpils

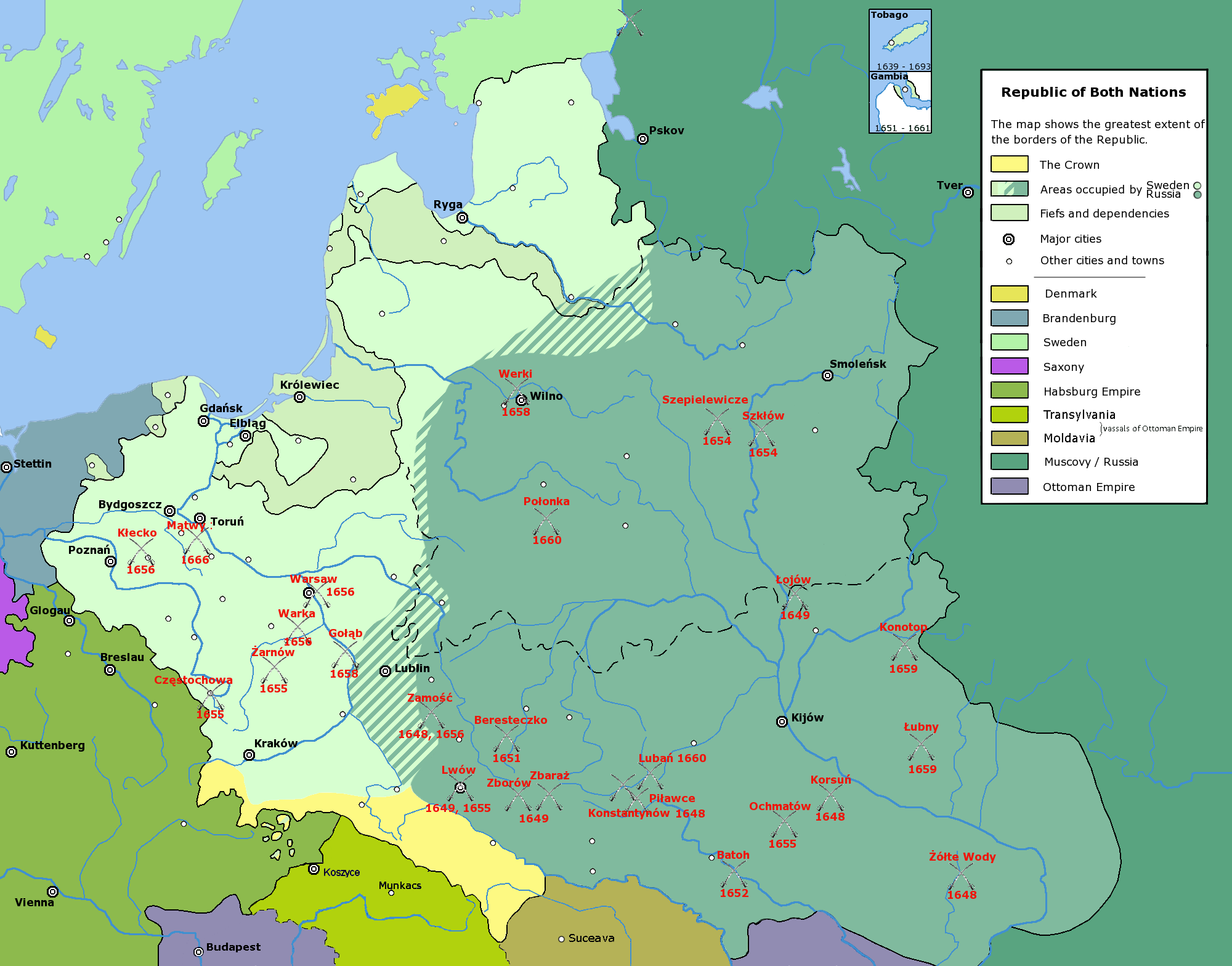
Weitestes Vordringen Russlands und der ukrainischen Kosaken

Der Krieg verlief äußerst wechselhaft, wenngleich er fast völlig auf dem zu Polen-Litauen gehörenden Gebiet stattfand. Im Sommer 1654 nahmen die zahlenmäßig weit überlegenen russischen Truppen die polnischen Festungen Smolensk, Mogilew und Polozk fast kampflos ein. Smolensk war seit der Zeit der Wirren in polnischer Hand gewesen und im Krieg von 1632 bis 1634 erfolglos belagert worden. Danach konnte die russische Armee mehrere weitere Schlachten gewinnen und bis nach Lublin im eigentlichen Polen vorstoßen. Auch die litauische Hauptstadt Wilno wurde 1655 besetzt. Zu diesem Zeitpunkt befand sich fast das gesamte historische Gebiet der Rus unter russisch-kosakischer Kontrolle. Eine Ausnahme bildete lediglich Lwiw, dessen Belagerung 1655 abgebrochen werden musste, nachdem ein Heer des Krimkhanats als Verbündeter der polnischen Krone ebenfalls in den Krieg eingegriffen hatte.
Als infolge des russisch-kosakischen Vormarsches Schweden in Polen einfiel und der Zweite Nordische Krieg begann, schlossen Polen-Litauen und Russland im Vertrag von Niemież einen Waffenstillstand ab, um gegen die drohende schwedische Vorherrschaft zu kämpfen (siehe auch Russisch-Schwedischer Krieg (1656–1658)). Nach der Vertreibung der Schweden aus Polen begannen 1659 zwischen Warschau und Moskau neue Feindseligkeiten, die für die vom Sieg über Schweden motivierten Polen nun erfolgreicher verliefen. Angetrieben war die neue Gewaltspirale vom Seitenwechsel eines Teils der Kosaken unter dem neuen Hetman Iwan Wyhowskyj. Sein Heer aus Kosaken, Krimtataren und Polen besiegte am 8. Juli 1659 eine russische Armee in der Schlacht von Konotop, was jedoch die Spannungen innerhalb der Kosakenreihen verschärfte und zum baldigen Sturz von Wyhowskyj führte. Bis Ende 1659 konnte Russland die meisten negativen Folgen aus der Tätigkeit Wyhowskyjs nivellieren.
Der neue Hetman Jurij Chmelnyzkyj erneuerte in Perejaslaw den kosakischen Treueeid auf den Zaren. Als jedoch ein russisches Heer unter Wassili Scheremetew aus Kiew Richtung Warschau aufbrach, unterzeichnete der junge Sohn Bohdan Chmelnyzkyjs einen Separatfrieden mit der polnischen Krone, was letztlich zur Einkreisung der Armee Scheremetews durch Polen und Krimtataren und zu dessen Kapitulation bei Tschudniw führte. Dieser abermalige Verrat hatte für Russland deutlich schwerwiegendere Folgen, als die Tätigkeit Wyhowskyjs. Durch den Einsatz des Woiwoden Juri Barjatinski konnte Kiew jedoch gehalten werden. Chmelnyzkyjs Seitenwechsel führte zur Rebellion der linksufrigen Kosakenregimente gegen ihn und zur endgültigen Spaltung des Hetmanats, die sich bereits unter Wyhowskyj angedeutet hatte. Insgesamt ist diese Epoche in der Geschichte der Ukraine als „Der Ruin“ bekannt.
Nach dem Vertrag von Oliva 1660 konnte Polen mit frischen und kampferprobten Truppen Russland aus weiten Teilen Weißrusslands zurückdrängen und in Litauen Wilno zurückerobern. Im Hetmanat der Kosaken scheiterte Jurij Chmelnyzkyj, der starke krimtatarische Unterstützung erhielt, mit dem Eroberungsversuch der linksufrigen Regimente des Hetmanats, insbesondere in der Schlacht bei Kaniw 1662.
Im Winter 1663/1664 unternahm der polnische König Johann II. Kasimir den wohl größten Feldzug des Krieges, als er mit ca. 60.000 Mann (polnisch-litauische Armee, rechtsufrige Kosaken, Krimtataren) den Dnepr überquerte und über Sewerien Richtung Moskau marschieren wollte. Er verlor jedoch Zeit und Soldaten bei der erfolglosen Belagerung von Hluchiw und konnte seinen Plan des schnellen Vordringens nicht umsetzen. Aus Sorge um seine Versorgungsrouten brach er den Feldzug ab, zumal in der rechtsufrigen Ukraine ein antipolnischer Aufstand begann. Damit war klar, dass keine Seite noch nennenswerte Änderungen in der festgefahrenen Situation erzwingen kann. Es kam nur noch zu geringfügigen Gefechten.

## Ergebnis

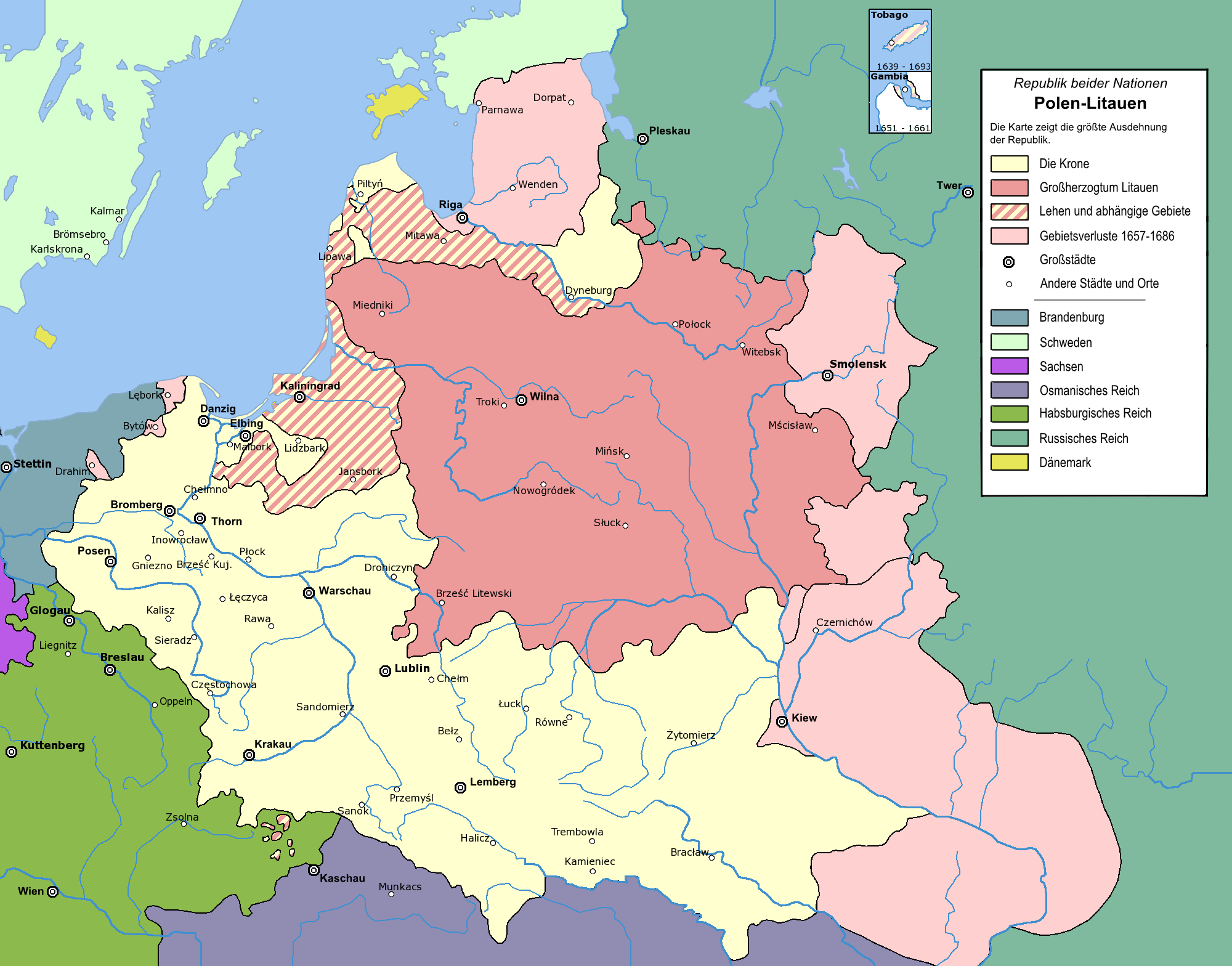
Nach dem Krieg verlor Polen-Litauen die rosa markierten Gebiete um Smolensk und Kiew

Die Pattsituation mündete im Vertrag von Andrussowo und letztlich im „Ewigen Frieden“ von 1686. Das „linksufrige“ Hetmanat (heutige Ukraine, östlich des Dnepr sowie Kiew), gingen offiziell in russischen Besitz über. Dies war der Beginn des Niedergangs des polnisch-litauischen Staates, der im Verlauf des 18. Jahrhunderts immer mehr Gebiete verlor, bis er zwischen den Großmächten aufgeteilt wurde. Für Russland markierte die Angliederung des linksufrigen Hetmanats (heutige Ostukraine) dagegen den Beginn des Aufstieges zur europäischen Großmacht.